# Hold Back the River
"Hold Back the River" is een nummer van de Britse singer-songwriter en gitarist James Bay. Het is zijn eerste single voor zijn album Chaos and the Calm, dat in 2015 uitkwam. Het kwam uit in Engeland op 17 november 2014 als cd-single en
muziekdownload en is uitgegeven door Republic Records. Het nummer werd geschreven door Bay en Iain Archer. "Hold Back the River" piekte op de tweede plaats in de UK Singles Chart.

## Videoclip
De bijhorende videoclip werd uitgebracht op 24 oktober 2014.

## Tracklijst
| Nr. | Titel                                    | Duur |
| --- | ---------------------------------------- | ---- |
| 1.  | Hold Back the River                      | 4:01 |
| 2.  | Sparks                                   | 3:06 |
| 3.  | Wait in Line                             | 4:00 |
| 4.  | Hold Back the River (live in Hotel Café) | 3:59 |

## Hitnoteringen

### Nederlandse Top 40
| Hitnotering: 10-01-2015 t/m 23-05-2015 | Hitnotering: 10-01-2015 t/m 23-05-2015 | Hitnotering: 10-01-2015 t/m 23-05-2015 | Hitnotering: 10-01-2015 t/m 23-05-2015 | Hitnotering: 10-01-2015 t/m 23-05-2015 | Hitnotering: 10-01-2015 t/m 23-05-2015 | Hitnotering: 10-01-2015 t/m 23-05-2015 | Hitnotering: 10-01-2015 t/m 23-05-2015 | Hitnotering: 10-01-2015 t/m 23-05-2015 | Hitnotering: 10-01-2015 t/m 23-05-2015 | Hitnotering: 10-01-2015 t/m 23-05-2015 | Hitnotering: 10-01-2015 t/m 23-05-2015 | Hitnotering: 10-01-2015 t/m 23-05-2015 | Hitnotering: 10-01-2015 t/m 23-05-2015 | Hitnotering: 10-01-2015 t/m 23-05-2015 | Hitnotering: 10-01-2015 t/m 23-05-2015 | Hitnotering: 10-01-2015 t/m 23-05-2015 | Hitnotering: 10-01-2015 t/m 23-05-2015 | Hitnotering: 10-01-2015 t/m 23-05-2015 | Hitnotering: 10-01-2015 t/m 23-05-2015 | Hitnotering: 10-01-2015 t/m 23-05-2015 | Hitnotering: 10-01-2015 t/m 23-05-2015 |
| Week:                                  | 1                                      | 2                                      | 3                                      | 4                                      | 5                                      | 6                                      | 7                                      | 8                                      | 9                                      | 10                                     | 11                                     | 12                                     | 13                                     | 14                                     | 15                                     | 16                                     | 17                                     | 18                                     | 19                                     | 20                                     |                                        |
| -------------------------------------- | -------------------------------------- | -------------------------------------- | -------------------------------------- | -------------------------------------- | -------------------------------------- | -------------------------------------- | -------------------------------------- | -------------------------------------- | -------------------------------------- | -------------------------------------- | -------------------------------------- | -------------------------------------- | -------------------------------------- | -------------------------------------- | -------------------------------------- | -------------------------------------- | -------------------------------------- | -------------------------------------- | -------------------------------------- | -------------------------------------- | -------------------------------------- |
| Positie:                               | 37                                     | 28                                     | 17                                     | 15                                     | 14                                     | 16                                     | 18                                     | 18                                     | 20                                     | 20                                     | 22                                     | 21                                     | 19                                     | 18                                     | 18                                     | 23                                     | 24                                     | 24                                     | 29                                     | 37                                     | uit                                    |

### NederlandseSingle Top 100
| Hitnotering: 27-12-2014 t/m 19-09-2015 | Hitnotering: 27-12-2014 t/m 19-09-2015 | Hitnotering: 27-12-2014 t/m 19-09-2015 | Hitnotering: 27-12-2014 t/m 19-09-2015 | Hitnotering: 27-12-2014 t/m 19-09-2015 | Hitnotering: 27-12-2014 t/m 19-09-2015 | Hitnotering: 27-12-2014 t/m 19-09-2015 | Hitnotering: 27-12-2014 t/m 19-09-2015 | Hitnotering: 27-12-2014 t/m 19-09-2015 | Hitnotering: 27-12-2014 t/m 19-09-2015 | Hitnotering: 27-12-2014 t/m 19-09-2015 | Hitnotering: 27-12-2014 t/m 19-09-2015 | Hitnotering: 27-12-2014 t/m 19-09-2015 | Hitnotering: 27-12-2014 t/m 19-09-2015 | Hitnotering: 27-12-2014 t/m 19-09-2015 | Hitnotering: 27-12-2014 t/m 19-09-2015 | Hitnotering: 27-12-2014 t/m 19-09-2015 | Hitnotering: 27-12-2014 t/m 19-09-2015 | Hitnotering: 27-12-2014 t/m 19-09-2015 | Hitnotering: 27-12-2014 t/m 19-09-2015 | Hitnotering: 27-12-2014 t/m 19-09-2015 |
| Week:                                  | 1                                      | 2                                      | 3                                      | 4                                      | 5                                      | 6                                      | 7                                      | 8                                      | 9                                      | 10                                     | 11                                     | 12                                     | 13                                     | 14                                     | 15                                     | 16                                     | 17                                     | 18                                     | 19                                     | 20                                     |
| -------------------------------------- | -------------------------------------- | -------------------------------------- | -------------------------------------- | -------------------------------------- | -------------------------------------- | -------------------------------------- | -------------------------------------- | -------------------------------------- | -------------------------------------- | -------------------------------------- | -------------------------------------- | -------------------------------------- | -------------------------------------- | -------------------------------------- | -------------------------------------- | -------------------------------------- | -------------------------------------- | -------------------------------------- | -------------------------------------- | -------------------------------------- |
| Positie:                               | 91                                     | 89                                     | 51                                     | 29                                     | 21                                     | 18                                     | 19                                     | 20                                     | 15                                     | 12                                     | 14                                     | 16                                     | 18                                     | 16                                     | 19                                     | 17                                     | 20                                     | 22                                     | 23                                     | 25                                     |
| Week:                                  | 21                                     | 22                                     | 23                                     | 24                                     | 25                                     | 26                                     | 27                                     | 28                                     | 29                                     | 30                                     | 31                                     | 32                                     | 33                                     | 34                                     | 35                                     | 36                                     | 37                                     | 38                                     | 39                                     |                                        |
| Positie:                               | 30                                     | 32                                     | 37                                     | 39                                     | 48                                     | 50                                     | 48                                     | 48                                     | 48                                     | 53                                     | 71                                     | 65                                     | 72                                     | 75                                     | 73                                     | 76                                     | 92                                     | 93                                     | 98                                     | uit                                    |

### 3FM Mega Top 50
| Positie: | 43 | 32 | 25 | 18 | 15 | 16 | 16 | 15 | 22 | 21 | 15 | 15  |
| Week:    | 13 | 14 | 15 | 16 | 17 | 18 | 19 | 20 | 21 | 22 | 23 |     |
| Positie: | 18 | 18 | 18 | 15 | 16 | 23 | 21 | 22 | 34 | 37 | 49 | uit |

### NPO Radio 2 Top 2000
| Nummer met noteringen in de NPO Radio 2 Top 2000 | '15 | '16  | '17  |
| ------------------------------------------------ | --- | ---- | ---- |
| Hold Back the River                              | 521 | 1006 | 1482 |

1. ↑  Een vetgedrukt getal geeft de hoogste notering aan.
2. ↑  2015 was het eerste jaar met een notering voor dit nummer.
3. ↑  Deze tabel is bijgewerkt tot en met de laatste editie (2024).

## Releasedata
| Land                | Releasedatum     | Formaat        | Label    |
| ------------------- | ---------------- | -------------- | -------- |
| Verenigd Koninkrijk | 17 november 2014 | Muziekdownload | Republic |